# La Liga de 1972–73
A La Liga de 1972–73 foi a 42º edição da Primeira Divisão da Espanha de futebol. Com 18 participantes, o campeão foi o Atlético de Madrid.